# OoVoo
OoVoo est un logiciel gratuit de visioconférence et de messagerie instantanée développé par OoVoo LLC, pour Windows, Mac OS X, Android, iOS et Windows Phone. Il a été créé en 2007 et est similaire à Skype. L'application permet de passer des appels vocaux et vidéos via internet. Les appels peuvent être enregistrés en temps réel et un chat vidéo peut aller jusqu’à douze personnes simultanément. OoVoo offre en temps réel des commentaires et des mises en garde sur les performances et l'utilisation et dispose d'un affichage de la vitesse de connexion afin de donner une indication de la vitesse.

## Caractéristiques
OoVoo permet aux utilisateurs de communiquer gratuitement par la messagerie instantanée, par appel audio et vidéo, ou par appel téléphonique.
En plus de cela le Logiciel de conférence OoVoo permet la transmission de haute qualité et des appels audio avec un maximum de douze personnes en même temps - six sur la vidéo et six sur le téléphone. 
- Les appels vidéo (gratuit) - Le chat vidéo avec une personne à la fois.
- La visioconférence (gratuit) - Permet aux utilisateurs de démarrer une vidéo en groupe pouvant compter jusqu'à 12 personnes.
- vidéo chat Web (gratuit) - Appel vidéo basé sur un navigateur pour inviter des utilisateurs non-OoVoo dans l'appel par e-mail, messagerie instantanée, ou réseau social.
- Vidéo de messagerie (gratuit) - Messages vidéo enregistrables (1 minute, 5 minutes pour un supplément) possibilité d’envoyer par mail ou à partager sur YouTube.
- La messagerie instantanée (gratuit) - texte multi-partie en direct, Chat.
- Les appels téléphoniques (payant) - OoVoo à frais modiques pour les appels téléphoniques - vers des lignes fixes et téléphones mobiles dans plus de 50 pays.
- Partage de bureau (payant) - Permet aux utilisateurs de partager leur écran en direct pendant un appel vidéo.
- Le partage de fichiers (gratuit) - Envoi de gros fichiers (jusqu'à 25 Mo) pour tout contact OoVoo rapidement et en toute sécurité.
- Appel vidéo d'enregistrement (gratuit) - Enregistrer et stocker des vidéos appels pour partager ou réutiliser à une date ultérieure[4].

## Histoire
OoVoo a été fondée en 2006 par Mathile Clayton, et compte actuellement plus de 14 millions d'utilisateurs à travers le monde (près de 700 000 nouveaux utilisateurs par mois). 
En juin 2007, une version PC a été lancée pour permettre une vidéo de haute qualité depuis n'importe quel chat.
En février 2008, l’enregistrement d'appels vidéo et l'appel téléphonique ont été introduits.
En mai 2008, OoVoo pour Mac a été lancé.
En février 2009, OoVoo 2.0 a été introduit (avec la possibilité de chat-vidéo via un lien web sans téléchargement). La nouvelle interface de programmation permet aux développeurs de créer des applications personnalisées ainsi que des widgets. En mai 2009, la première conversation air-sol vidéo avec trois voies a été introduite. 
OoVoo 2.2 a été lancé en juillet 2009, avec des adaptations pour les visioconférences et des plans adaptés pour le partage de bureau.
En 2011 Oovoo présente une multi plate-forme de video et chat,
Depuis avril 2018, Oovoo.com est inactif.

## OoVoo pour les entreprises
OoVoo vidéoconférence peut être utilisée pour des réunions en ligne, des conférences en ligne, présentations Web, formation en ligne et des supports à distance. Avec vidéoconférence multipoint, téléconférence, et une suite de fonctionnalités supplémentaires, OoVoo permet aux entreprises de communiquer avec des collègues et des contacts afin de réduire les dépenses et le temps.
En plus de vidéo multiparti et de conférence audio, OoVoo pour les entreprises fournit une suite d'applications spécialement conçues pour les métiers tels que la vente,  l’assistance, la formation, et la commercialisation via la messagerie instantanée, partage de bureau, d'enregistrement et le stockage vidéo ainsi que l’envoi de gros fichiers.

## Prix
OoVoo a gagné le prix de l’innovation du PC Magazine dans la catégorie, Best in Show prix remis à  l'Expo DigitalLife en septembre 2007. 
En mars 2008, il a remporté le « Webware 100 » dans la catégorie de la communication.